# Ulinella royi
Ulinella royi är en fjärilsart som beskrevs av Sergius G. Kiriakoff 1963. Ulinella royi ingår i släktet Ulinella och familjen tandspinnare. Inga underarter finns listade i Catalogue of Life.